# Tournoi de clôture du championnat du Salvador de football 2013
Navigation
Saison précédente Saison suivante
Le Tournoi Clausura 2013 est le trentième tournoi saisonnier disputé au Salvador.
C'est cependant la 77e fois que le titre de champion du Salvador est remis en jeu.
Lors de ce tournoi, l'AD Isidro-Metapan a tenté de conserver son titre de champion du Salvador face aux neuf meilleurs clubs salvadoriens.
Chacun des dix clubs participant était confronté deux fois aux neuf autres équipes. Puis les quatre meilleurs se sont affrontés lors d'une phase finale à la fin du tournoi.
Seulement une place était qualificative pour la Ligue des champions de la CONCACAF.

## Les 10 clubs participants
Ce tableau présente les dix équipes qualifiées pour disputer le championnat 2012-2012. On y trouve le nom des clubs, le nom des stades dans lesquels ils évoluent ainsi que la capacité et la localisation de ces derniers.
| \| CD Águila Alianza FC CD Atlético Marte Univ. El Salvador Club Deportivo FAS Juventud Independiente AD Isidro-Metapan CD Luis Ángel Firpo Once Municipal Santa Tecla FC \| Localisation des clubs. |
| CD Águila Alianza FC CD Atlético Marte Univ. El Salvador Club Deportivo FAS Juventud Independiente AD Isidro-Metapan CD Luis Ángel Firpo Once Municipal Santa Tecla FC                               |

| Club                          | Stade                        | Capacité | Ville        |
| CD Águila                     | Stade Juan Francisco Barraza | 10 000   | San Miguel   |
| Alianza FC                    | Stade Cuscatlán              | 45 925   | San Salvador |
| Club Deportivo FAS            | Stade Oscar Quiteño          | 15 000   | Santa Ana    |
| Juventud Independiente        | Complejo Municipal           | 5 000    | Opico        |
| AD Isidro-Metapan             | Stade Jorge Calero Suárez    | 8 000    | Metapán      |
| CD Luis Ángel Firpo           | Stade Sergio Torres          | 5 000    | Usulután     |
| CD Atlético Marte             | Stade Cuscatlán              | 45 925   | San Salvador |
| Santa Tecla FC                | Stade Las Delicias           | 3 000    | Santa Tecla  |
| Once Municipal                | Stade Simeón Magaña          | 5 000    | Ahuachapán   |
| CD Universidad de El Salvador | Stade Universitario UES      | 10 000   | San Salvador |

## Compétition
Le tournoi Clausura se déroule de la même façon que le tournoi saisonnier précédent, en deux phases :
- La phase de qualification : les dix-huit journées de championnat.
- La phase finale : les matchs aller-retour allant des demi-finales à la finale.

### Phase de qualification
Lors de la phase de qualification les dix équipes affrontent à deux reprises les neuf autres équipes selon un calendrier tiré aléatoirement.
Les quatre meilleures équipes sont qualifiées pour les demi-finales.
Le classement est établi sur le barème de points classique (victoire à 3 points, match nul à 1, défaite à 0).
Le départage final se fait selon les critères suivants :
- Le nombre de points.
- La différence de buts générale.
- Le nombre de buts marqué.

#### Classement
| Rang | Équipe                        | Pts | J  | G  | N | P  | Bp | Bc | Diff |
| ---- | ----------------------------- | --- | -- | -- | - | -- | -- | -- | ---- |
| 1    | Club Deportivo FAS            | 36  | 18 | 11 | 3 | 4  | 29 | 17 | +12  |
| 2    | CD Luis Ángel Firpo           | 32  | 18 | 10 | 2 | 6  | 19 | 19 | 0    |
| 3    | Alianza FC                    | 31  | 18 | 8  | 7 | 3  | 33 | 15 | +18  |
| 4    | Juventud Independiente        | 29  | 18 | 8  | 5 | 5  | 31 | 20 | +11  |
| 5    | Santa Tecla FC P              | 29  | 18 | 8  | 5 | 5  | 24 | 17 | +7   |
| 6    | AD Isidro-Metapan T           | 26  | 18 | 6  | 8 | 4  | 19 | 20 | -1   |
| 7    | CD Atlético Marte             | 21  | 18 | 6  | 4 | 8  | 27 | 25 | +2   |
| 8    | Once Municipal                | 20  | 18 | 5  | 5 | 8  | 17 | 29 | -12  |
| 9    | CD Águila                     | 14  | 18 | 3  | 5 | 10 | 13 | 26 | -13  |
| 10   | CD Universidad de El Salvador | 8   | 18 | 1  | 5 | 12 | 11 | 35 | -24  |

| Légende : Qualifications et relégations | Légende : Qualifications et relégations          |
| --------------------------------------- | ------------------------------------------------ |
|                                         | Qualifié pour les demi-finales                   |
|                                         | T Tenant du titre P Promu de la saison 2011-2012 |

#### Matchs
| Résultats (▼dom., ►ext.)                                   | Agu | Ali | Mar | FAS | Isi | Ind | Lui | Onc | STe | Uni |
| CD Águila                                                  |     | 0-1 | 1-4 | 0-1 | 0-2 | 0-0 | 2-2 | 2-1 | 1-1 | 1-0 |
| Alianza FC                                                 | 5-1 |     | 1-1 | 3-2 | 0-1 | 1-1 | 1-1 | 7-0 | 0-0 | 2-0 |
| CD Atlético Marte                                          | 2-0 | 3-3 |     | 2-3 | 1-1 | 2-1 | 2-1 | 4-1 | 0-1 | 3-1 |
| Club Deportivo FAS                                         | 1-0 | 2-0 | 3-1 |     | 1-2 | 0-2 | 1-0 | 4-1 | 1-0 | 3-0 |
| CD Luis Ángel Firpo                                        | 0-2 | 0-3 | 1-0 | 0-1 |     | 2-1 | 0-3 | 0-2 | 2-1 | 1-0 |
| AD Isidro-Metapan                                          | 2-1 | 1-1 | 1-0 | 1-1 | 0-0 |     | 1-0 | 2-1 | 1-1 | 2-1 |
| Juventud Independiente                                     | 2-1 | 1-2 | 2-1 | 1-1 | 1-2 | 6-1 |     | 1-0 | 2-1 | 4-1 |
| Once Municipal                                             | 1-1 | 0-0 | 1-0 | 2-1 | 1-2 | 1-0 | 1-1 |     | 1-0 | 0-0 |
| Santa Tecla FC                                             | 1-0 | 0-1 | 2-1 | 1-1 | 2-1 | 0-0 | 1-2 | 3-2 |     | 3-0 |
| CD Universidad de El Salvador                              | 0-0 | 0-3 | 1-0 | 1-2 | 0-2 | 2-2 | 1-1 | 1-1 | 2-4 |     |
| - Victoire à domicile - Match nul - Victoire à l'extérieur |     |     |     |     |     |     |     |     |     |     |

### Classement cumulatif
| Rang | Équipe                        | Pts | J  | G  | N  | P  | Bp | Bc | Diff |
| ---- | ----------------------------- | --- | -- | -- | -- | -- | -- | -- | ---- |
| 1    | Club Deportivo FAS            | 69  | 36 | 20 | 9  | 7  | 56 | 32 | +24  |
| 2    | Alianza FC                    | 65  | 36 | 18 | 11 | 7  | 69 | 34 | +35  |
| 3    | AD Isidro-Metapan C           | 62  | 36 | 17 | 11 | 8  | 56 | 45 | +11  |
| 4    | CD Luis Ángel Firpo C         | 57  | 36 | 17 | 6  | 13 | 45 | 43 | +2   |
| 5    | Santa Tecla FC P              | 50  | 36 | 13 | 11 | 12 | 48 | 50 | -2   |
| 6    | Juventud Independiente        | 48  | 36 | 12 | 12 | 12 | 58 | 54 | +4   |
| 7    | CD Águila                     | 45  | 36 | 12 | 9  | 15 | 42 | 45 | -3   |
| 8    | CD Atlético Marte             | 44  | 36 | 13 | 6  | 17 | 55 | 50 | +5   |
| 9    | CD Universidad de El Salvador | 28  | 36 | 5  | 13 | 18 | 31 | 61 | -30  |
| 10   | Once Municipal                | 25  | 36 | 6  | 7  | 23 | 33 | 79 | -46  |

| Légende : Qualifications et relégations | Légende : Qualifications et relégations                                      |
| --------------------------------------- | ---------------------------------------------------------------------------- |
|                                         | Ligue des champions de la CONCACAF 2013-2014 (Phase de groupes)              |
|                                         | Relégué en Segunda División                                                  |
|                                         | C Vainqueur d'un des deux tournois de l'année P Promu de la saison 2011-2012 |

### La phase finale
Les quatre équipes qualifiées sont réparties dans le tableau final d'après leur classement général.
En cas d'égalité lors des demi-finales, c'est l'équipe la mieux classée qui se qualifie. Par contre lors de la finale, si les deux équipes sont à égalité, des prolongations puis une séance de tirs au but ont lieu.

#### Tableau
|  | 1/2 finale             | 1/2 finale             | 1/2 finale          | 1/2 finale | 1/2 finale | 1/2 finale         |                    |     | Finale | Finale | Finale | Finale | Finale |  |
|  |                        |                        |                     |            |            |                    |                    |     |        |        |        |        |        |  |
|  |                        |                        |                     |            |            |                    |                    |     |        |        |        |        |        |  |
|  |                        |                        |                     |            |            |                    |                    |     |        |        |        |        |        |  |
|  | Club Deportivo FAS     | Club Deportivo FAS     | (1)                 | 1          | 1          |                    |                    |     |        |        |        |        |        |  |
|  | Club Deportivo FAS     | Club Deportivo FAS     | (1)                 | 1          | 1          |                    |                    |     |        |        |        |        |        |  |
|  | Juventud Independiente | Juventud Independiente | (4)                 | 2          | 0          |                    |                    |     |        |        |        |        |        |  |
|  | Juventud Independiente | Juventud Independiente | (4)                 | 2          | 0          | Club Deportivo FAS | Club Deportivo FAS | (1) | 0      |        |        |        |        |  |
|  |                        |                        |                     |            |            |                    | Club Deportivo FAS | (1) | 0      |        |        |        |        |  |
|  |                        | CD Luis Ángel Firpo    | CD Luis Ángel Firpo | (2)        | 3          |                    |                    |     |        |        |        |        |        |  |
|  | CD Luis Ángel Firpo    | CD Luis Ángel Firpo    | CD Luis Ángel Firpo | (2)        | 3          | (2)                | 0                  | 1   |        |        |        |        |        |  |
|  | CD Luis Ángel Firpo    | CD Luis Ángel Firpo    |                     |            |            | (2)                | 0                  | 1   |        |        |        |        |        |  |
|  | Alianza FC             | Alianza FC             | (3)                 | 1          | 0          |                    |                    |     |        |        |        |        |        |  |
|  | Alianza FC             | Alianza FC             | (3)                 | 1          | 0          |                    |                    |     |        |        |        |        |        |  |

#### Demi-finales
| Club                | Aller | Retour | Club                   | Commentaire                              |
| Club Deportivo FAS  | 1-2   | 1-0    | Juventud Independiente | Qualifié grâce à un meilleur classement. |
| CD Luis Ángel Firpo | 0-1   | 1-0    | Alianza FC             | Qualifié grâce à un meilleur classement. |

#### Finale
| 26 mai 2013 | Club Deportivo FAS | 0:3   | CD Luis Ángel Firpo                                             | Stade Cuscatlán          |                          |
|             |                    | (0:1) | Anel Canales 7e (pen.) · Medardo Guevara 55e · Marlon Trejo 66e | Arbitrage : Jaime Carpio | Arbitrage : Jaime Carpio |

## Bilan du tournoi
| Tournoi de clôture du championnat de football du Salvador 2013 |                                 |
| Champion                                                       | CD Luis Ángel Firpo (10e titre) |
| Dauphin                                                        | Club Deportivo FAS              |
| Qualifications continentales                                   |                                 |
| Ligue des champions 2013-2014 (Phase de groupes)               | CD Luis Ángel Firpo             |
| Promotions et relégations                                      |                                 |
| Promus en Primera División                                     | CD Dragón                       |
| Relégués en Segunda División                                   | Once Municipal                  |

## Statistiques

### Buteurs
| Rang | Nom            | Équipe              | Buts |
| 1    | Anel Canales   | CD Luis Ángel Firpo | 10   |
| 2    | Nicolás Muñoz  | AD Isidro-Metapan   | 9    |
| 3    | Williams Reyes | Club Deportivo FAS  | 8    |
| 3    | Jonathan Faña  | Alianza FC          | 8    |
| 5    | Osael Romero   | Alianza FC          | 7    |